# Grunwald (gromada)
Grunwald  (planowana lecz nie wdrożona nazwa: Samin) – dawna gromada, czyli najmniejsza jednostka podziału terytorialnego Polskiej Rzeczypospolitej Ludowej w latach 1954–1972.
Gromady, z gromadzkimi radami narodowymi (GRN) jako organami władzy najniższego stopnia na wsi, funkcjonowały od reformy reorganizującej administrację wiejską przeprowadzonej jesienią 1954 do momentu ich zniesienia z dniem 1 stycznia 1973, tym samym wypierając organizację gminną w latach 1954–1972.
Gromadę Grunwald z siedzibą GRN w Grunwaldzie utworzono – jako jedną z 8759 gromad na obszarze Polski – w powiecie ostródzkim w woj. olsztyńskim na mocy uchwały nr 22 WRN w Olsztynie z dnia 4 października 1954. W skład jednostki weszły obszary dotychczasowych gromad Grunwald, Frygnowo i Ostrowite ze zniesionej gminy Grunwald oraz obszar dotychczasowej gromady Samin ze zniesionej gminy Dąbrówno w tymże powiecie. Dla gromady ustalono 13 członków gromadzkiej rady narodowej. Gromada powstała w miejsce planowanej gromady Samin z siedzibą w Saminie.
1 stycznia 1960 do gromady Grunwald włączono obszar zniesionej gromady Stębark w tymże powiecie.
31 grudnia 1961 do gromady Grunwald włączono wieś Mielno, osady Grabniak, Omin i Wola Wysoka, PGR Tymawa oraz leśniczówkę Tymawka ze zniesionej gromady Pawłowo w tymże powiecie.
30 czerwca 1968 siedzibę GRN gromady Grunwald przeniesiono z Grunwaldu do Stębarka, pozostawiając jednak nazwę gromady Grunwald.
22 grudnia 1971 do gromady Grunwald włączono miejscowości Marcinkowo i Udzikowo ze zniesionej gromady Marwałd w tymże powiecie.
Gromada przetrwała do końca 1972 roku, czyli do kolejnej reformy gminnej. 1 stycznia 1973 w powiecie ostródzkim reaktywowano gminę Grunwald, jednak z siedzibą gminnej rady narodowej w Gierzwałdzie.